# Кітінг Тауншип (округ Маккін, Пенсільванія)
Кітінг Тауншип (англ. Keating Township) — селище (англ. township) в США, в окрузі Маккін штату Пенсільванія. Населення — 2725 осіб (2020).

## Демографія
Згідно з переписом 2010 року, у селищі мешкала 3021 особа в 1095 домогосподарствах у складі 831 родини. Було 1301 помешкання
Расовий склад населення:
| - 98,5 % — білих - 0,7 % — чорних або афроамериканців - 0,2 % — азіатів - 0,1 % — корінних американців |

До двох чи більше рас належало 0,4 %. Частка іспаномовних становила 0,8 % від усіх жителів.
За віковим діапазоном населення розподілялося таким чином: 21,9 % — особи молодші 18 років, 60,0 % — особи у віці 18—64 років, 18,1 % — особи у віці 65 років та старші. Медіана віку мешканця становила 43,0 року. На 100 осіб жіночої статі у селищі припадало 104,8 чоловіків;  на 100 жінок у віці від 18 років та старших — 102,3 чоловіків також старших 18 років.
Середній дохід на одне домашнє господарство  становив 57 131 долар США (медіана — 45 929), а середній дохід на одну сім'ю — 63 626 доларів (медіана — 51 773). Медіана доходів становила 41 078 доларів для чоловіків та 29 018 доларів для жінок. За межею бідності перебувало 12,2 % осіб, у тому числі 25,2 % дітей у віці до 18 років та 7,1 % осіб у віці 65 років та старших.
Цивільне працевлаштоване населення становило 1287 осіб. Основні галузі зайнятості: виробництво — 23,2 %, освіта, охорона здоров'я та соціальна допомога — 17,2 %, роздрібна торгівля — 10,6 %, сільське господарство, лісництво, риболовля — 7,9 %.